# جان دنیکلا
جان دِنیکُلا (انگلیسی: John DeNicola) آهنگساز اهل ایالات متحده آمریکا است.
او در سال ۱۹۸۷ میلادی برندهٔ جایزه گلدن گلوب و جایزه اسکار بهترین ترانه و در سال ۱۹۸۹ میلادی، برندهٔ جایزهٔ انجمن آهنگسازان، پدیدآوران و ناشران آمریکا شد.
از فیلم‌ها یا مجموعه‌های تلویزیونی که وی در آن‌ها نقش داشته است می‌توان به رقص کثیف اشاره نمود.